# D. J. King
Dwayne "D.J." King (* 27. června 1984 v Meadow Lake , Saskatchewan) je bývalý kanadský profesionální hokejový útočník se zkušenostmi z NHL.

## Hráčská kariéra
Byl draftován v roce 2002 v 6. kole, 190. celkově týmem St. Louis Blues. Jako junior ze západní hokejové ligy hrál v týmech Lethbridge Hurricanes a Kelowna Rockets, ve kterém pomohl v poslední sezoně 2003/04 v lize WHL vybojovat Memorial Cup. 5. listopadu 2006 měl debut v NHL proti San Jose Sharks. Poté byl poslán zpátky na farmu AHL do týmu Peoria Rivermen. Svůj první bod v NHL získal po 24 odehraných zápasech a první vstřelený gól v NHL vstřelil 4. dubna 2007 proti Phoenix Coyotes brankáři Curtisi Josephovi.
V sezóně 2008/09 odehrál pouze 1 zápas, ve kterém si poranil rameno a musel vynechal sezónu. Do začátku sezóny 2009/10 se vrátil k týmu a odehrál 12 zápasů a na farmě Blues v týmu Peoria Rivermen odehrál 10 zápasů. Poté si poranil prst na ruce a musel opět vynechat několik měsíců. 28. července 2010 prodloužil smlouvu o dva roky s Blues a hned po podepsáni smlouvy byl vyměněn do týmu Washington Capitals za Stefana Della Rovereho.
Sezónu 2010/11 začal ve Washingtonu, kde odehrál 14 zápasů, ve kterých nasbíral 2 asistence, 1 proti týmu St. Louis Blues. Poté 26. února 2011 ho Washington Capitals zařadil na listinu volných hráčů. Do uzávěrky přestupů si ho nikdo nevybral a jelikož měl platnou smlouvu s Capitals, vrátil se zpět do týmu, kde stihl odehrát v sezóně další dva zápasy, celkově 16. Za Caps odehrál v následující sezóně 2011/12 jediný zápas, jelikož hrával na jejich farmě v Hershey Bears a do hlavního kádru již nebyl povolán. Po vypršení kontraktu se stal volným hráčem. Během výluky NHL nikde nehrál. 20. února 2013 se dohodl na kontraktu s klubem Ontario Reign, působící v lize ECHL.

## Prvenství
- Debut v NHL – 5. října 2006 (San Jose Sharks proti St. Louis Blues)
- První asistence v NHL – 2. dubna 2007 (Dallas Stars proti St. Louis Blues)
- První gól v NHL – 3. dubna 2007 (Phoenix Coyotes proti St. Louis Blues, kanadskému brankáři Curtis Joseph)

## Klubové statistiky
| Sezóna       | Klub                   | Soutěž       |     | Základní část | Základní část | Základní část | Základní část | Základní část |   | Play off | Play off | Play off | Play off | Play off |
| Sezóna       | Klub                   | Soutěž       | Z   | G             | A             | B             | TM            | Z             | G | A        | B        | TM       |          |          |
| 2000/2001    | Beardy's Blackhawks    | SMHL         | 52  | 30            | 28            | 58            | 120           | —             | — | —        | —        | —        |          |          |
| 2001/2002    | Lethbridge Hurricanes  | WHL          | 65  | 10            | 14            | 24            | 104           | 4             | 1 | 0        | 1        | 2        |          |          |
| 2002/2003    | Lethbridge Hurricanes  | WHL          | 55  | 15            | 17            | 32            | 139           | —             | — | —        | —        | —        |          |          |
| 2003/2004    | Lethbridge Hurricanes  | WHL          | 35  | 8             | 15            | 23            | 102           | —             | — | —        | —        | —        |          |          |
| 2003/2004    | Kelowna Rockets        | WHL          | 28  | 5             | 2             | 7             | 80            | 17            | 1 | 6        | 7        | 16       |          |          |
| 2004/2005    | Worcester IceCats      | AHL          | 74  | 6             | 8             | 14            | 178           | —             | — | —        | —        | —        |          |          |
| 2005/2006    | Peoria Rivermen        | AHL          | 67  | 5             | 6             | 11            | 160           | 2             | 0 | 0        | 0        | 2        |          |          |
| 2005/2006    | Alaska Aces            | ECHL         | 5   | 0             | 4             | 4             | 4             | —             | — | —        | —        | —        |          |          |
| 2006/2007    | St. Louis Blues        | NHL          | 27  | 1             | 1             | 2             | 52            | —             | — | —        | —        | —        |          |          |
| 2006/2007    | Peoria Rivermen        | AHL          | 38  | 5             | 4             | 9             | 102           | —             | — | —        | —        | —        |          |          |
| 2007/2008    | St. Louis Blues        | NHL          | 61  | 3             | 3             | 6             | 100           | —             | — | —        | —        | —        |          |          |
| 2008/2009    | St. Louis Blues        | NHL          | 1   | 0             | 1             | 1             | 0             | —             | — | —        | —        | —        |          |          |
| 2009/2010    | St. Louis Blues        | NHL          | 12  | 0             | 0             | 0             | 33            | —             | — | —        | —        | —        |          |          |
| 2009/2010    | Peoria Rivermen        | AHL          | 10  | 0             | 1             | 1             | 13            | —             | — | —        | —        | —        |          |          |
| 2010/2011    | Washington Capitals    | NHL          | 16  | 0             | 2             | 2             | 30            | —             | — | —        | —        | —        |          |          |
| 2011/2012    | Washington Capitals    | NHL          | 1   | 0             | 0             | 0             | 0             | —             | — | —        | —        | —        |          |          |
| 2011/2012    | Hershey Bears          | AHL          | 29  | 0             | 4             | 4             | 13            | 4             | 1 | 0        | 1        | 0        |          |          |
| 2012/2013    | Ontario Reign          | ECHL         | 19  | 5             | 3             | 8             | 22            | 10            | 1 | 2        | 3        | 8        |          |          |
| 2012/2013    | Meadow Lake Stampeders | NSRHL        | 18  | 13            | 19            | 32            | 20            | 2             | 0 | 3        | 3        | 6        |          |          |
| 2013/2014    | Meadow Lake Stampeders | NSRHL        | 21  | 18            | 19            | 37            | 22            | 4             | 3 | 1        | 4        | 8        |          |          |
| 2014/2015    | Meadow Lake Stampeders | NSRHL        | 15  | 19            | 24            | 43            | 0             | 8             | 2 | 8        | 10       | 16       |          |          |
| 2015/2016    | Meadow Lake Broncos    | BLHL         | 2   | 2             | 0             | 2             | 2             | 6             | 3 | 4        | 7        | 0        |          |          |
| 2016/2017    | Meadow Lake Broncos    | BLHL         | 3   | 3             | 4             | 7             | 0             | 2             | 0 | 3        | 3        | 2        |          |          |
| 2018/2019    | Meadow Lake Broncos    | SASHL        | 7   | 6             | 7             | 13            | 2             | 10            | 3 | 9        | 12       | 21       |          |          |
| 2019/2020    | Meadow Lake Broncos    | SASHL        | 9   | 3             | 3             | 6             | 6             | 10            | 2 | 4        | 6        | 10       |          |          |
| 2021/2022    | Meadow Lake Broncos    | SASHL        | 9   | 1             | 4             | 5             | 8             | 3             | 0 | 0        | 0        | 2        |          |          |
| 2022/2023    | Meadow Lake Broncos    | SASHL        | 7   | 6             | 8             | 14            | 4             | 11            | 1 | 6        | 7        | 26       |          |          |
| Celkem v NHL | Celkem v NHL           | Celkem v NHL | 118 | 4             | 7             | 11            | 215           | —             | — | —        | —        | —        |          |          |